# Касаткин, Михаил Андреевич
Михаил Андреевич Каса́ткин (3 ноября 1921, д. Боярщина, Смоленская губерния — 28 сентября 2000, Калуга) — кандидат исторических наук, профессор, ректор Калужского государственного педагогического института им. К. Э. Циолковского в 1961—1962 и в 1969—1987 гг.

## Биография
Родился в деревне Боярщина (ныне — Руднянского района Смоленской области). Работал учителем в Серпейской сельской школе. Во время Великой Отечественной войны ушёл в 1941 году добровольцем на фронт. Под Вязьмой попал в плен, но смог бежать. Организовывал партизанское подполье на Брянщине.
В военные и первые послевоенные годы работал Председателем Понизовского и Думиничского райисполкомов, заместителем Председателя Калужского областного исполкома. 
В 1945—1948 учился в Высшей партийной школе при ЦК КПСС, после окончания которой был направлен в Приморье, где сначала работал заместителем заведующего отдела народного образования Приморского края, затем — преподавал на кафедре марксизма-ленинизма Дальневосточного политехнического института имени В. В. Куйбышева.

## Директор Ворошиловского учительского института
В июне 1951 года назначен директором Ворошиловского учительского института в городе Ворошилов. В институте он также возглавил кафедру основ марксизма-ленинизма.
Касаткину удалось в первый же год руководства институтом обеспечить почти полное (на 98,4 %) выполнение плана приёма студентов, который был провален в предыдущие два года, также полностью укомплектовать штат института преподавателями. Впоследствии план приёма студентов выполнялся полностью. В качестве директора института Касаткин посещал лекционные и семинарские занятие всех его преподавателей.
М. А. Касаткин также смог добиться существенных успехов в повышении квалификации педагогов института — направлении деятельности, которое практически не было каким-либо образом организовано до его прихода к руководству учебным заведением. Ряд преподавателей поступает на вечерний университет марксизма-ленинизма, сдают экзамены по кандидатскому минимуму — единственные доступные способы повышения квалификации для педагогов Ворошиловского учительского института. В 1953 году ассистент кафедры физики и математики В. Г. Дубинин поступает в очную аспирантуру Хабаровского государственного педагогического института, став первым преподавателем института, обучавшимся в очной аспирантуре. А в 1954 году благодаря усилиям руководства института в его состав впервые вошёл преподаватель, обладавший учёной степенью, — кандидат филологических наук Константин Васильевич Наумов, ставший заведующим кафедрой русского языка и литературы. В том же году преподаватели Ворошиловского учительского института впервые были командированы для участия в семинаре, проходившем в другом регионе страны.
Сам Касаткин с августа 1953 до мая 1954 года проходит повышение квалификации в Центральном институте повышения квалификации руководящих работников народного образования Министерства просвещения РСФСР.

## Директор Уссурийского педагогического института
Проведённая руководством Ворошиловского учительского института работа позволила создать в городе высшее учебное заведение. Распоряжением Совета министров СССР от 7 августа 1953 года за № 10709 и Совета министров РСФСР от 11 августа за № 4237 был создан Ворошиловский государственный педагогический институт (в 1957 года переименован в Уссурийский государственный педагогический институт), пришедший на смену Ворошиловскому учительскому институту. Первым директором Ворошиловского пединститута стал Максим Андреевич Касаткин.
Первый набор студентов в новый вуз был произведён в 1954 году. При этом к ранее существовавшим в учительском институте специальностям подготовки была добавлена новая — иностранные языки. Срок обучения в педагогическом институте стал составлять четыре года, вместо двух лет ранее — в учительском институте. Конкурс на одно место в пединституте с первого ж года его работы стал значительно большим, чем в учительском институте. Этому способствовала и активная агитационная работа, в частности впервые проведённый День открытых дверей. При этом, в педагогическом институте из 28 преподавателей уже 6 имели учёные степени.
В 1956 году в связи с увеличением продолжительности получения высшего образования в СССР руководством педагогического института был обеспечен переход на пятилетние образовательные планы, а срок обучения в вузе также увеличен до пяти лет.
В феврале 1958 года в педагогическом институте был открыты платные подготовительные курсы.
В 1958 году в Московском государственном педагогическом институте имени В. И. Ленина Михаил Андреевич Касаткин защитил кандидатскую диссертацию на тему «Приморская организация КПСС в борьбе за народное просвещение в период завоевания и укрепления Советов на Дальнем Востоке (1917—1925 гг.)» на соискание учёной степени кандидата исторических наук. Для написания диссертации М. А. Касаткин в 1957 году уходил в длительный отпуск. По некоторым оценкам, данная работа и в настоящее время представляет определённый научный интерес.
В 1959 году во многом благодаря М. А. Касаткину педагогический институт получил новое общежитие на улице Пушкина города Уссурийска, рассчитанное на 400 мест, особенно необходимое в связи с увеличением числа студентов.
В 1960 году М. А. Касаткин переведён в Калугу в качестве ректора Калужского государственного педагогического института.

## Ректор Калужского педагогического института
Период пребывания М. А. Касаткина в должности ректора КГПИ связан с завершением строительства и открытием 22 октября 1970 года нового учебного корпуса по адресу: г. Калуга, улица Степана Разина, д. 26; студенческого общежития и жилого дома для преподавателей института.
Значительно расширены направления и способы подготовки специалистов. В 1976 году был восстановлен факультет начальных классов, в 1983 — открыт факультет русского языка как иностранного (в 1986 году преобразован в факультет по работе с иностранными студентами). В 1972 году в КГПИ создано подготовительное отделение по дневной форме обучения.
В 1975 году при ВУЗе была открыта аспирантура, а 1 апреля 1977 года — создан научно-исследовательский сектор.
В 1971 году КГПИ награждён Почётной грамотой Президиума Верховного Совета РСФСР.
С 1987 года — на пенсии. Персональный пенсионер СССР.

## Общественная и литературная деятельность
Ещё в феврале 1953 года Михаил Андреевич Касаткин избирался депутатом Ворошиловского городского совета.
М. А. Касаткин опубликовал 8 монографий, активно участвовал в общественной жизни города Калуги и Калужской области. Возглавлял Калужскую областную организацию общества «Знание», был председателем областных комитета защиты мира и совета ветеранов.
Автор книг:
- В тылу немецко-фашистских армий «Центр»: Всенародная борьба на оккупированной территории западных областей РСФСР, 1941—1943 гг. М.: Мысль, — 1980. — 318 с[22].
- Жизнь и судьба: мемуары. — Калуга: Издательство Н. Ф. Бочкарёвой, 1999. — 175 с. — ISBN 5-89552-002-2: 0.00[23].

## Награды
- Орден Отечественной войны 1-й степени
- Орден Трудового Красного Знамени
- Орден «Знак Почёта»
- Медаль «Партизану Отечественной войны»
- Медаль «Ветеран труда»